# Schwarzach, Baden-Württemberg
Schwarzach är en kommun i Neckar-Odenwald-Kreis i regionen Rhein-Neckar i Regierungsbezirk Karlsruhe i förbundslandet Baden-Württemberg i Tyskland. 
Kommunen bildades 1 januari 1972 när Oberschwarzach uppgick i Unterschwarzach och namnet ändrades 20 januari 1972 till det nuvarande.
Kommunen ingår i kommunalförbundet Kleiner Odenwald tillsammans med kommunerna Aglasterhausen och Neunkirchen.